# کلاور کلاب (کوکتل)
کوکتل کلاور کلاب یک کوکتل هم خورده است که از جین، آب لیمو، شربت تمشک و سفیده تخم مرغ تشکیل شده است.  سفیده تخم مرغ به عنوان یک امولسیفایر عمل می کند و سر کف دار مخصوص نوشیدنی را تشکیل می دهد.

## تاریخ پیدایش
کوکتل کلاور کلاب یک نوشیدنی است که پیش از ممنوعیت در ایالات متحده ایجاد شده است و نام آن از باشگاه مردان فیلادلفیا که به همین نام است گرفته شده است.
جایی که اعضای این کلاب گرد هم می‌آمدند.

## آماده سازی و تغییرات

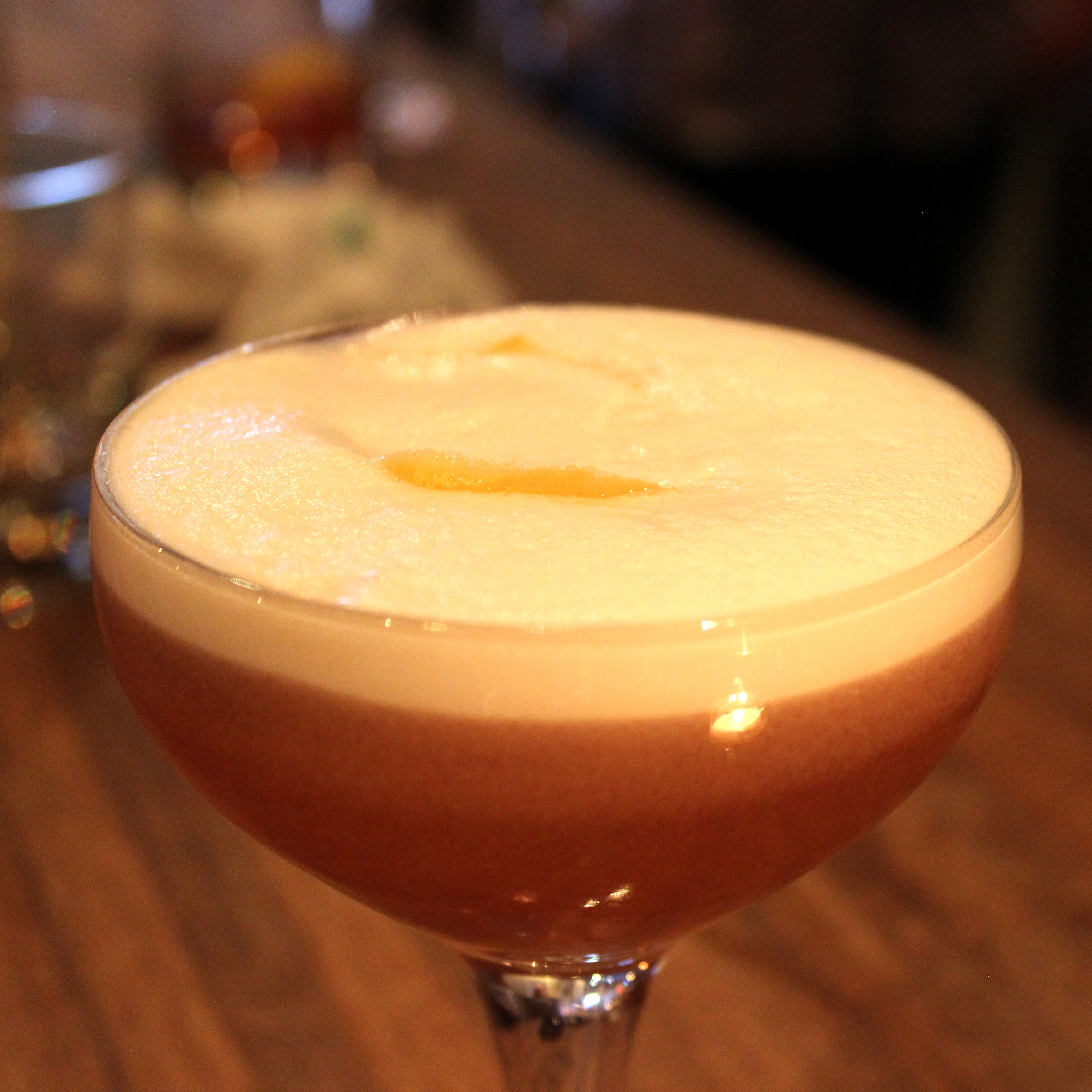
یک کوکتل کلاور کلاب در سانفرانسیسکو سرو می شود

این نوشیدنی به دلیل مراحل اضافی برای ایجاد سر فوم روی نوشیدنی می تواند یک نوشیدنی پیچیده باشد.  چندین منبع توصیه می‌کنند که نوشیدنی خشک تکان داده شود (یعنی بدون یخ تکان داده شود)  این کار را حداقل برای یک دقیقه انجام دهید.
در این مرحله باید یخ را به شیکر اضافه کنید تا نوشیدنی خنک و رقیق شود.  از دسامبر ۲۰۱۴، رستوران کلاور کلاب بروکلین از دستور العمل سنتی جین، ورموت خشک، لیمو، تمشک و سفیده تخم مرغ استفاده می کرد.
انواع مختلفی از این نوشیدنی وجود دارد که رایج ترین آنها جایگزینی شربت تمشک با گرانادین یا شربت توت قرمز است.